# Буршаг
Буршаг (рос. Буршаг) — село Агульського району, Дагестану Росії. Входить до складу муніципального утворення Сільрада Буршазька.
Населення — (2010).

## Географія
Буршаг  — одне з найвисокогірніших сіл Дагестану. Розташоване воно біля підніжжя вершини Джуфа-даг (3015 м), і збудоване в формі фортеці з квадратними оборонними баштами.

## Історія
Жителі сусідніх сіл часто здійснювали паломництво в Буршаг, як в село з якого ще в давнину сім чоловік побували в Мецці.
В селі знайдені домусульманські захоронення з різноманітним інвентарем (8-10ст.), епіграфічні записи (11-12ст.) та багато надписів на будівлях (13-15ст.).
Село також славиться своїми довгожителями.
У 1926 році село належало до Кюрінського району.

## Населення
За даними перепису населення 2002 року в селі мешкало 655 осіб. В тому числі 324 (49.46 %) чоловіків та 331 (50.53 %) жінок.
Переважна більшість мешканців — агульці (99 % від усіх мешканців). У селі переважає агульська мова, побутує кушанський діалект. Багато міжнаціональних сімей.
У 1926 році в селі проживало 341 особа.